# Våler (Innlandet)
Våler è un comune norvegese della contea di Innlandet.